# Victor Webster
Victor Webster född 7 februari 1973 i Calgary, Alberta, Kanada är en kanadensisk skådespelare. Han är bland annat känd för att ha spelat mutanten Brennan Mulwray i Mutant X, amoren Coop i Charmed och kommissarie Carlos Fonnegra i Continuum.